# Tri studničky (Vysoké Tatry)

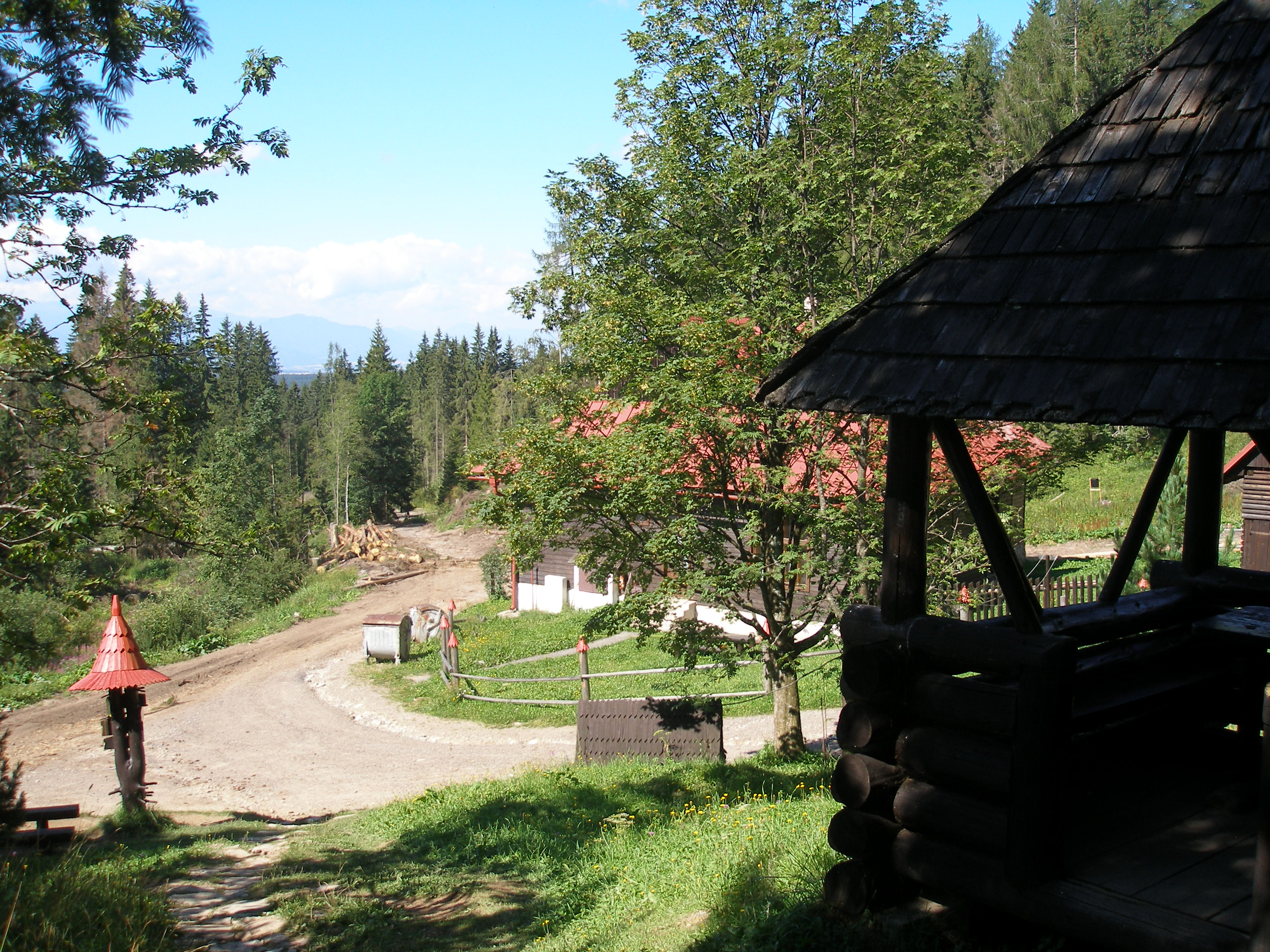
Rozcestník na Tri Studničky

Tri studničky je turistické rozcestí na Cestě svobody mezi Podbanským a Štrbským Plesem.
Je východiskem túr do Koprové doliny a na Kriváň (2494 m n. m.). Se Štrbským Plesem je spojeno Tatranskou magistrálou a zeleně značkovaným chodníkem vedoucím podél Cesty svobody.